# صموئيل تي فرنسيس
صموئيل تي فرنسيس (بالإنجليزية: Samuel T. Francis)‏ هو مؤرخ وصحفي أمريكي، ولد في 29 أبريل 1947 في تشاتانوغا في الولايات المتحدة، وتوفي في 15 فبراير 2005 في تشيفيرلي في الولايات المتحدة.